# غطاء الرأس في المسيحية

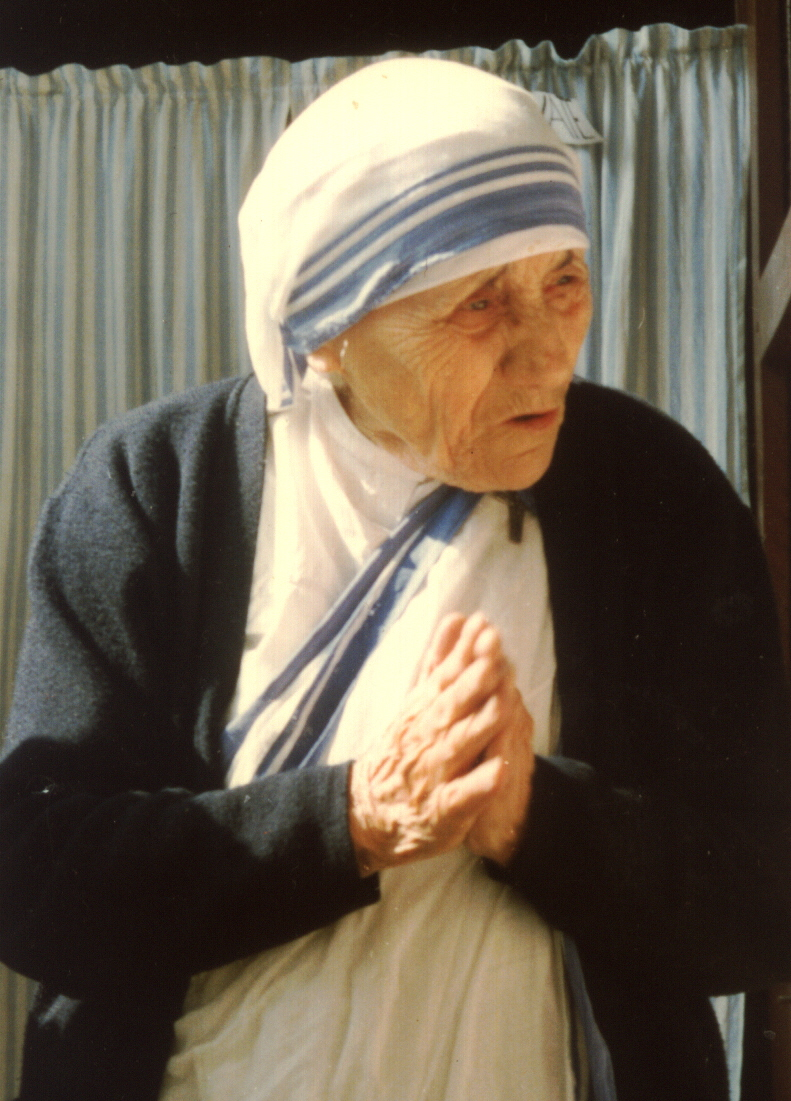
الأم تريزا بغطاء رأس

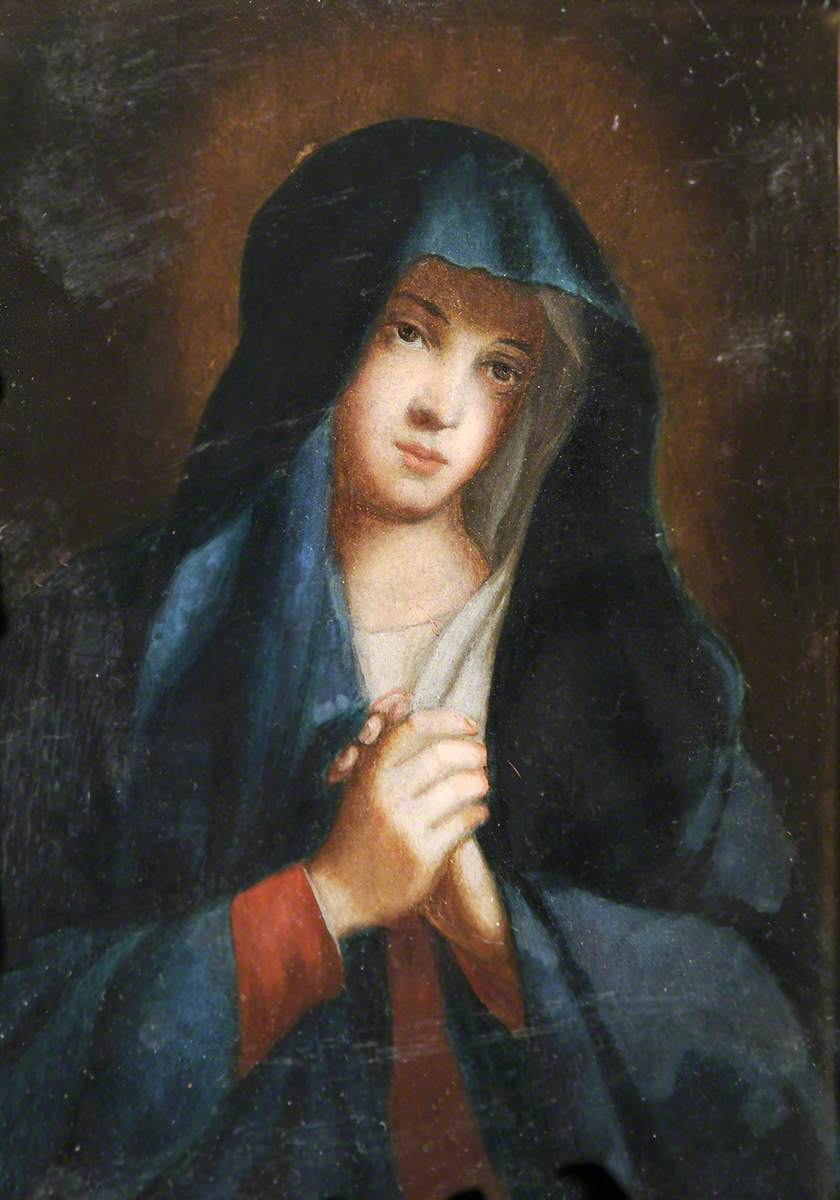
يتم تصوير مريم العذراء في الأعمال المسيحية بغطاء رأس

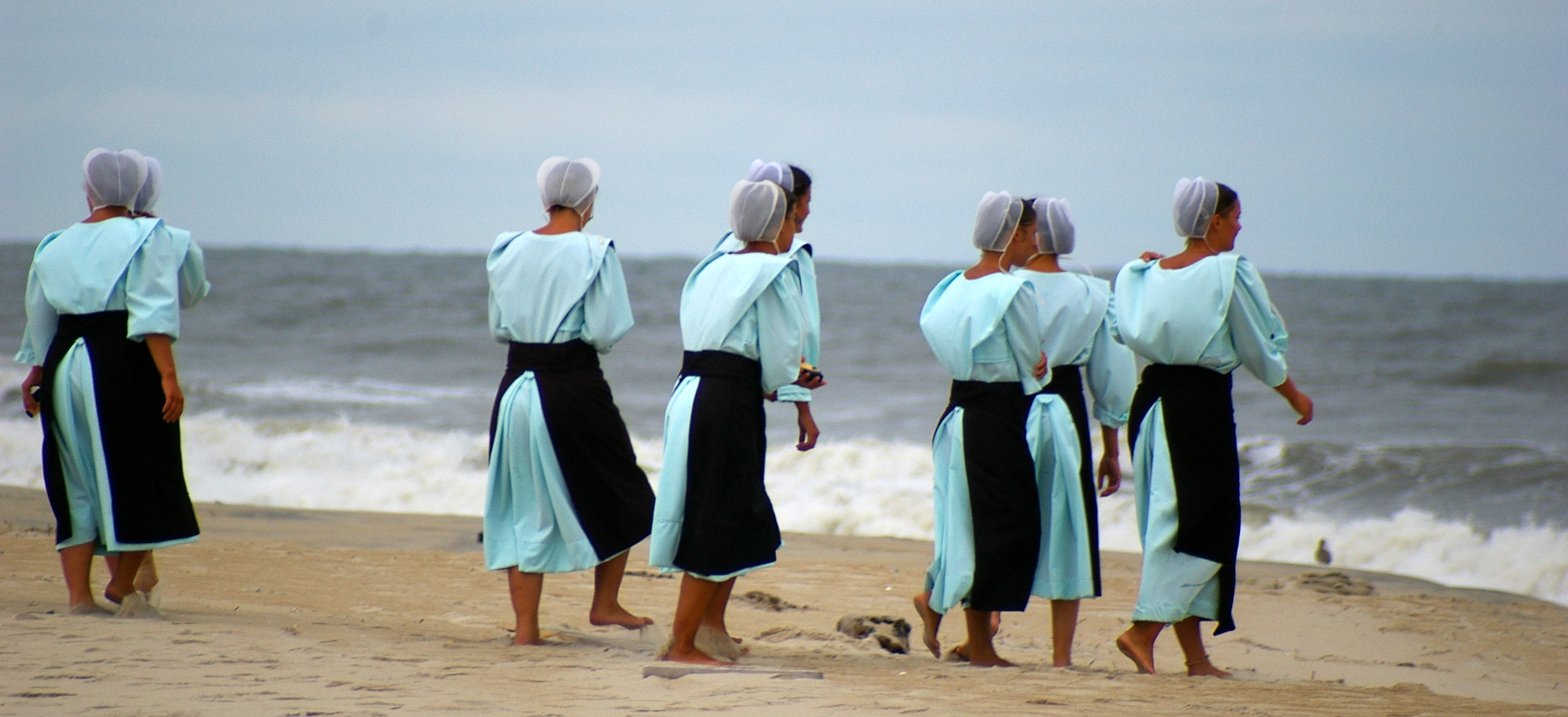
نساء من الأميش في لباسها التقليدي.

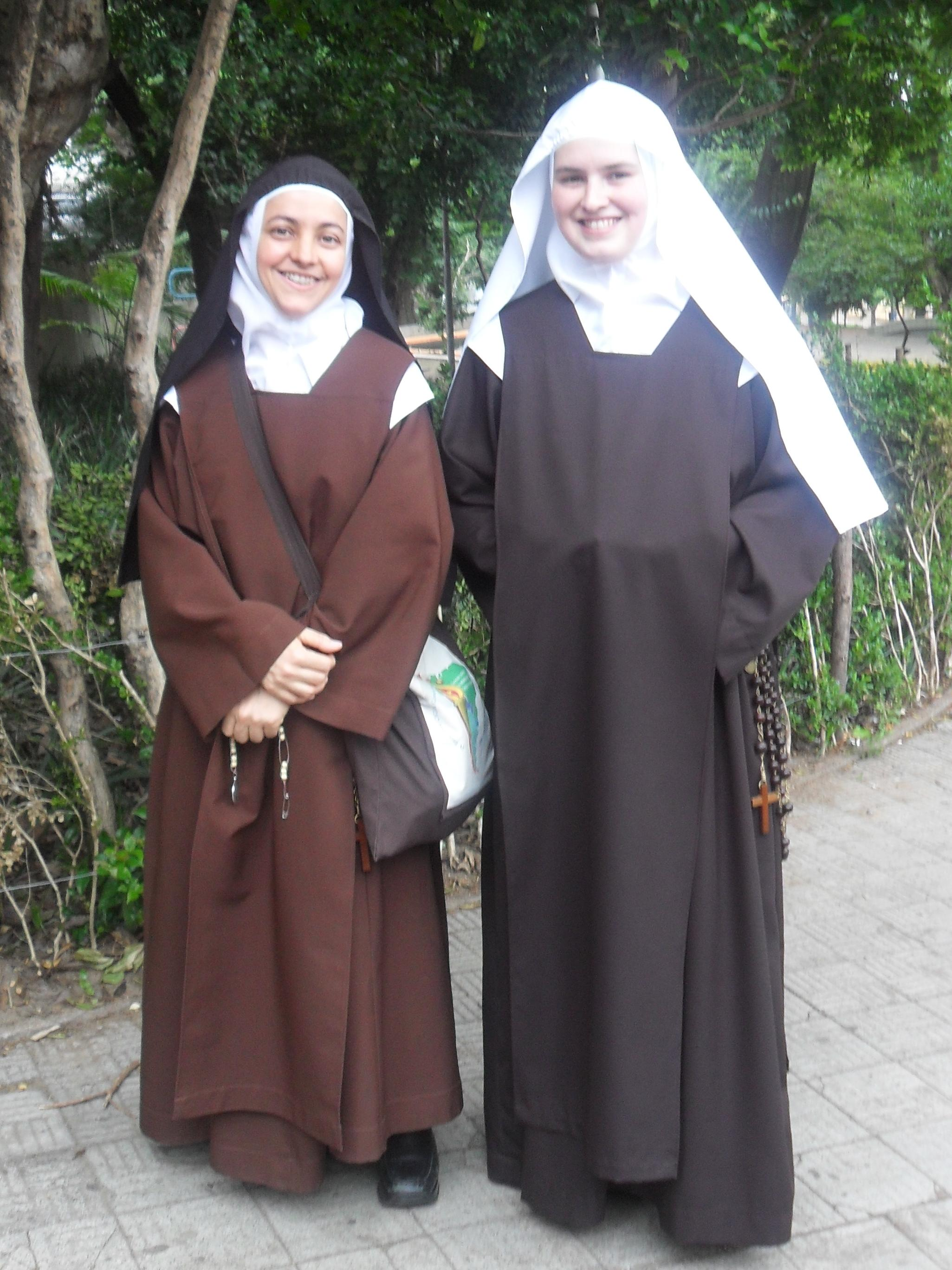
يُفرض على الراهبات تغطية الرأس.

غطاء الرأس في المسيحية تتنوع تقاليد غطاء الرأس أو الحجاب من الرأس الذي تضعه النساء في التقاليد المسيحية. إذ تقوم بعض النساء بلبسه تأدية واحتراما للتعاليم الدينية. وهذا الزي أيضاً له أهمية اجتماعية وثقافية. وهو يعتبر فريضة عند بعض الطوائف المسيحية مثل الآميش والمينونايت ويعتبر فريضة بالنسبة للراهبات في الكنائس الكاثوليكية والأرثوذكسية.
تفرض بعض التقاليد المسيحية تغطية الرأس للنساء خلال طقوس العبادة في الكنائس فقط، بينما تفرض طوائف مسيحية آخرى تغطية الرأس للنساء كل الأوقات. في الكتاب المقدس يظهر فرض تغطية الرأس للنساء في الرسالة الأولى إلى أهل كورنثوس. وعلى الرغم من أن غطاء الرأس كانت معظم النساء المسيحيات حتى القرن العشرين، اليوم أقلية من المسيحيات في الغرب تلتزم في تغطية الرأس.
في الكاثوليكية، تغطية الرأس للمرأة في الكنيسة واجبة منذ عام 1917 ويكون من خلال ارتداء المانتيلا وهي قطعة من الدانتيل أو الحرير توضع على الراس والكتف ويتم عادة وضعها على مشط مزخرف كبير. بعض الكنائس الكاثوليكية الشرقية والأرثوذكسية الشرقية والأرثوذكسية المشرقية تطلب من النساء تغطية رؤوسهن في الكنيسة. في الطوائف المسيحية مثل كنيسة يسوع المسيح لقديسي الأيام الأخيرة وأتباع كنائس تجديدية العماد البروتستانتية مثل الأميش حيث تلتزم نسائها بلبس نوع من الطاقية أو غطاء الرأس وهن لا يلبسن إلا الأكمام الطويلة واللباس الفضفاض الطويل ويلتزم رجالها بلبس القبعات التي يختلف نوعها باختلاف المناسبة، كما ويلتزم الرجال من مذهب تجديدية العماد بلبس ملابس خاصة.
على الرغم من أن تغطية الرأس كان تقليد تمارسه معظم النساء المسيحيات حتى الجزء الأخير من القرن العشرين، إلا أنه الآن أصبح ممارسة أقلويَّة بين المسيحيين المعاصرين في الغرب، على الرغم من أنها لا تزال مُمارسة معتادة بين المسيحيات في أجزاء أخرى من العالم، مثل روسيا وأوكرانيا والهند وباكستان وكوريا الجنوبية. يختلف نمط غطاء الرأس المسيحي وأغطية الشعر حسب المنطقة.

## تاريخ

### العصور الوسطى والعصر الحديث المبكر
حتى القرن الثامن عشر على الأقل، كانت ممارسة تغطية الشعر، سواء في الأماكن العامة أو أثناء حضور الكنيسة، يُعتَبَر عادات تقليدية للنساء المسيحيات في الثقافات المتوسطية والأوروبية والشرق أوسطية والإفريقية.

## الممارسات المعاصرة

### الأنماط

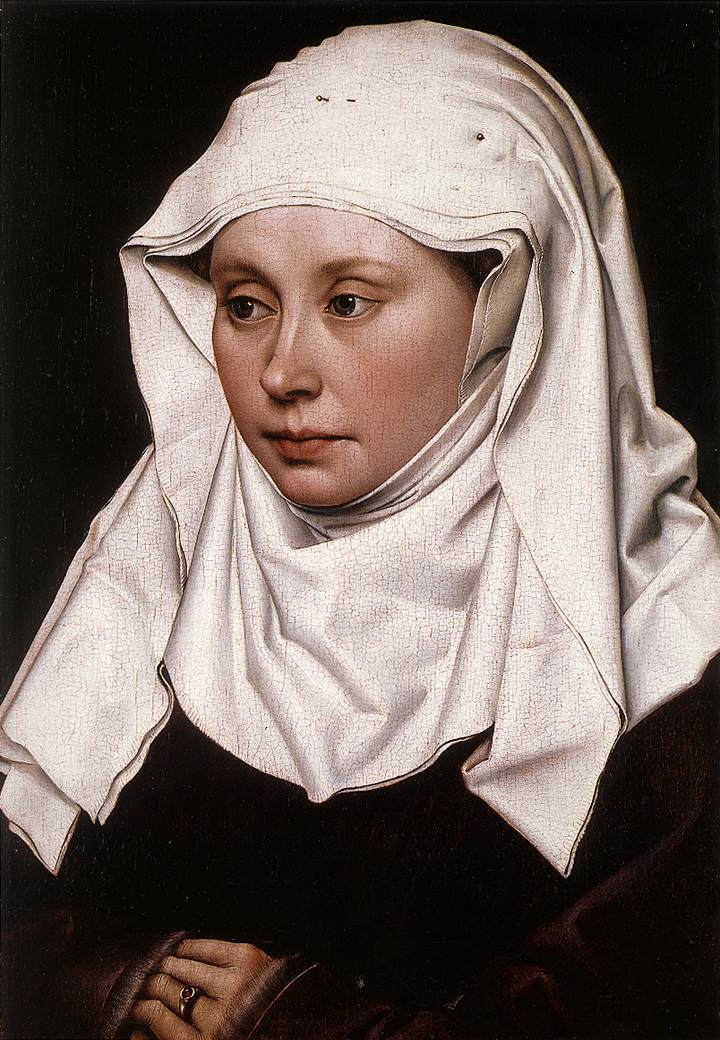
امرأة مسيحية، ترتدي غطاء رأس ، بقلم روبرت كامبين (1379-1444)

| المنطقة                            | غطاء الرأس بين النساء المسيحيات                                                                    | صورة |
| ---------------------------------- | -------------------------------------------------------------------------------------------------- | ---- |
| إسبانيا، وأمريكا اللاتينية، وروسيا | مانتيلا                                                                                            |      |
| الهند، وباكستان                    | دوباتا                                                                                             |      |
| الولايات المتحدة                   | بونيه (العديد من كنائس تجديدية العماد والكويكرز المحافظة)، قبعات واسعة الحافة (في الجنوب الأمريكي) |      |
| أوروبا الشرقية                     | الحجاب الأبيض                                                                                      |      |
| العالم الأرثوذكسي                  | أبوستولنيك، هو غطاء الرأس بين الراهبات الأرثوذكس                                                   |      |

### التقاليد

#### المسيحية الشرقية

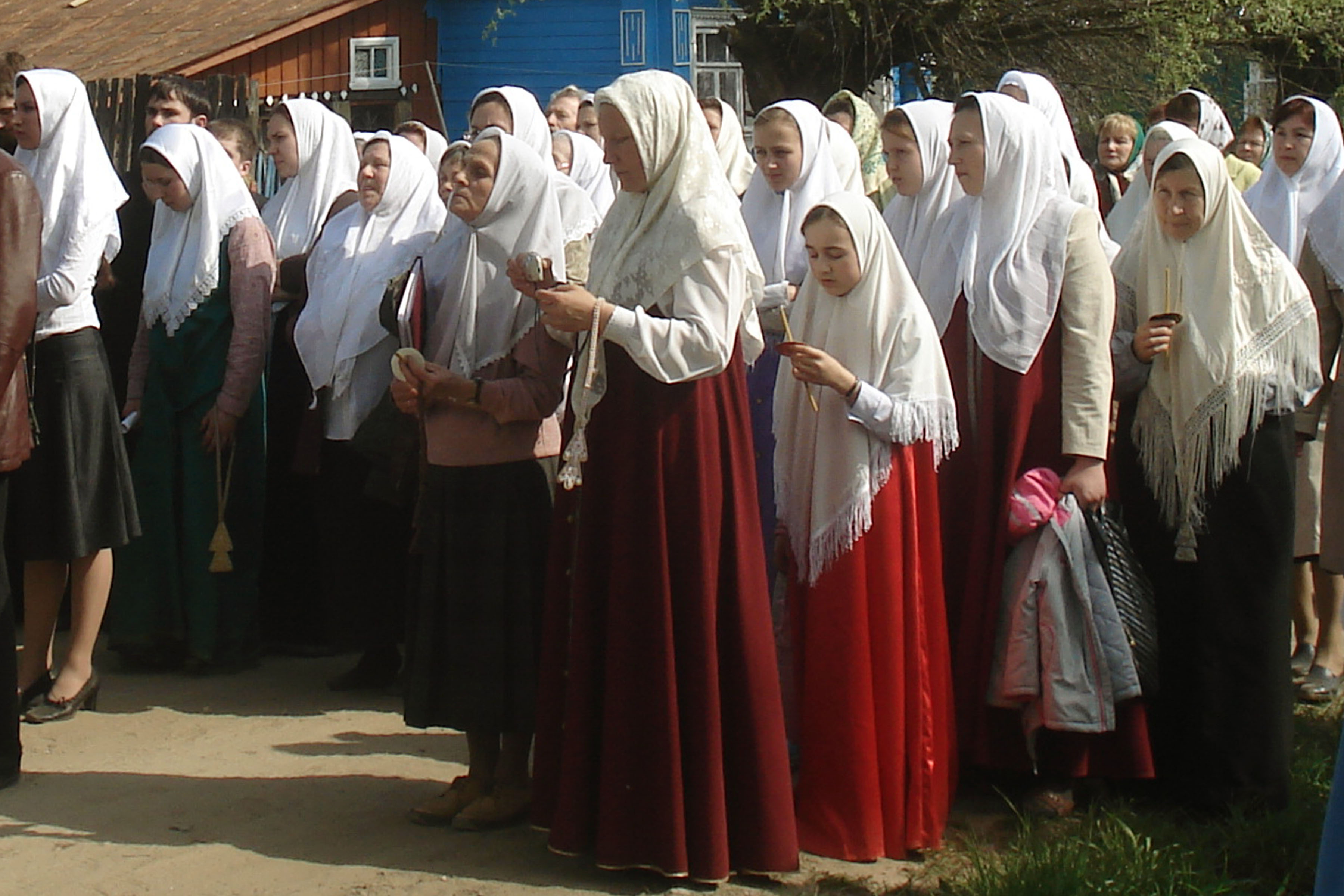
نساء من الكنيسة القديمة الأرثوذكسية الروسية يرتدين غطاء للرأس.

بعض الكنائس الكاثوليكية والأرثوذكسية الشرقية والمشرقية تطلب من النساء تغطية رؤوسهن أثناء وجودهن في الكنيسة. أبرز مثال على هذه الممارسة هو في الكنيسة الروسية الأرثوذكسية. في ألبانيا، غالباً ما ترتدي النساء المسيحيات الحجاب الأبيض، علاوة على ذلك، في مباني الكنائس الأرثوذكسية الألبانيَّة، تُفصل النساء عن الرجال خلال القداس.
في حالات أخرى، قد يكون الخيار فردياً أو يختلف حسب بلد أو الولاية. تراجعت ممارسة تغطية الشعر في الكنائس بين النساء الأرثوذكسيات الشرقيات في اليونان، تدريجياً على مدار القرن العشرين. وفي الولايات المتحدة، يمكن أن تختلف الممارسة حسب المذهب والجماعة، أو أصول تلك الجماعة. ولا تزال النساء الكاثوليكيات في كوريا الجنوبية يرتدين غطاء الرأس.
لدى رجال الدين الأرثوذكس الشرقيين من جميع المستويات أغطية للرأس، وأحياناً مع حجاب في حالة الرهبان أو الكهنة العازبين، ويتم ارتداؤها وإزالتها في مراحل معينة خلال القداس. وترتدي الراهبات الأرثوذكسية الشرقيات غطاء الرأس الذي يُطلق عليه اسم «أبوستولنيك»، والذي يتم ارتداؤه في جميع الأوقات.

##### الأرثوذكسية المشرقية
غطت المرأة القبطية رأسها ووجوهها علانيّة بحضور الرجال. خلال القرن التاسع عشر، ارتدت النساء المسيحيات والمسلمات من الطبقة العليا في مصر ثوباً شمل غطاء للرأس وبرقعاً (قطعة قماش تغطي أسفل الأنف والفم). وعادةً ما إرتدت النساء من غير المتزوجات الحجاب الأبيض بينما إرتدت النساء المتزوجات الحجاب باللون الأسود. وبدأت هذه الممارسة بالتراجع في أوائل القرن العشرين.

#### المسيحية الغربية

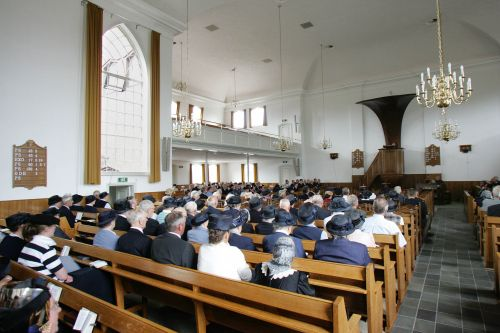
قداس في كنيسة بروتستانتية الرجال في بذلات والنساء يغطين شعرهن.

في أوروبا الغربية وأمريكا الشمالية في بداية القرن العشرين، كانت النساء في معظم الطوائف المسيحية الرئيسية يرتدين غطاء الرأس أثناء الصلوات خلال القداس في الكنيسة. وشملت هذه الممارسة في الكنيسة الإنجليكانية، والمعمدانية، والميثودية، والمشيخية، والكنيسة الرومانية الكاثوليكية.
بين الإصلاحيين البروتستانت، شجَّع مارتن لوثر، مؤسس الكنيسة اللوثرية، الزوجات على ارتداء الحجاب خلال القداس في الكنيسة. دعا كل من جان كالفن مؤسس الكنائس الإصلاحيَّة، وجون نوكس مؤسس الكنيسة المشيخية، النساء إلى ارتداء غطاء الرأس خلال القداس في الكنيسة. وقال جون ويزلي، مؤسس الكنيسة الميثودية، أنَّ النساء «خاصةً في التجمعات الدينية»، يجب أن «يحافظن على الحجاب».
في الدول في مناطق مثل أوروبا الشرقية وشبه القارة الهندية، ترتدي جميع النساء المسيحيات تقريباً غطاء الرأس أثناء القداس في الكنيسة. في المملكة المتحدة، من الشائع للمرأة أن ترتدي غطاء رأس مسيحي أثناء حضورها الاحتفالات الدينية الرسميَّة، مثل مراسيم الزفاف في الكنائس. خلال القداس، وفي أجزاء من العالم الغربي، بدأت العديد من النساء في ارتداء أغطية الرأس كغطاء للرأس، وفي وقت لاحق، أصبحت القبعات هي الغالبة. ومع ذلك، في نهاية المطاف، في أمريكا الشمالية وأجزاء من أوروبا الغربية، بدأت هذه الممارسة في التراجع، مع بعض الإستثناءات للكنائس المحافظة مثل الكويكرز المحافظين والعديد من كنائس تجديدية العماد (المينوناتية والهوتريتية والأميش). وترتدي النساء من الكنيسة المورافية غطاء رأس من الدانتيل يطلق عليه اسم هاوب. وترتدي النساء من الكنائس الكاثوليكية التقليدية غطاء الرأس أيضًا، بالإضافة إلى كنيسة الإخوة البليموث، والكنائس المشيخية والإيرلندية الأكثر محافظة والكنيسة المصلحة الهولندية. وترتدي النساء في الكنائس الخمسينية غطاء الرأس أيضًا. ويجوز أن تؤدي عضوات شهود يهوه الصلاة والتدريس عندما لا يتواجد ذكر معمد، ويجب عليهن ارتداء غطاء للرأس.
غالبًا ما ترتدي الراهبات من التقاليد الرومانية الكاثوليكية واللوثرية والأنجليكانية الحجاب كجزء من ممارستهن الدينية.